# Sedat Artuç
Sedat Artuç est un haltérophile turc né le 9 juin 1976 à Bitlis.

## Palmarès

### Jeux olympiques
- Jeux olympiques de 2004 à Athènes
  -  Médaille de bronze en moins de 56 kg